# Символична война
Символична война се нарича обявената от страна на Царство България война на САЩ и Обединеното кралство на 14 декември 1941 г. Продължава до 28 октомври 1944 г.
България няма задължение да обяви война на атлантическите съюзници според клаузите на Тристранния пакт, понеже номинално САЩ се оказват в ролята на жертва след нападението над Пърл Харбър.
На 11 декември 1941 г. Германия обявява война на САЩ, използвайки като повод няколко нападения срещу германски подводници и търговски кораби, осъществени от Американския атлантически флот. Те са извършени по заповед на американският президент Рузвелт. На 12 декември Германия е последвана от Италия, която също обявява война на САЩ. Към тях през следващите дни се присъединяват Румъния, Унгария и България.
На 5 юни 1942 г. от своя страна САЩ също обявяват война на Царство България. На 12 юни 1942 г. 13 тежки бомбардировача за далечно действие Б-24 Либърейтър, базирани на летище Файд на Суецкия Канал, прелитат над Средиземно море, Турция и Черно море, минават над сушата в района на Констанца и бомбардират нефтения район на Плоещ. Повредите по рафинериите са незначителни. ПВО и изтребителната авиация на Луфтвафе и румънските ВВС не реагират.  На връщане, български изтребители прехващат и свалят няколко самолета. Това е първият удар на американската стратегическа авиация в дълбочина на континента.
През есента на 1943 г., в резултат от успешния съюзнически десант в Сицилия, територията на Южна Италия довежда до попадането на Балканите в обсега на съюзническата бомбардировъчна авиация. Започват бомбардировките на България, продължили от 20 октомври 1943 г. до 17 септември 1944 г. Бомбардирани са и градове в анексираните части на Югославия, след предварително съгласуване с Тито).